# Shirō Hamaguchi
Shiro Hamaguchi (浜口 史郎 Hamaguchi Shirō?), nacido el 19 de noviembre de 1969 en Fukuoka, es un compositor japonés. Ha trabajado en la composición de bandas sonoras para animes y también en los arreglos para la música de la serie de videojuegos de Final Fantasy. Entre los animes más destacados para los que ha compuesto sus bandas sonoras se encuentran  ¡Oh, Mi Diosa! y One Piece, este último en colaboración con Tanaka Kouhei.

## Biografía
Hamagushi Shiro, tras acabar sus estudios de secundaria se matriculó en la Universidad Nacional de Bellas Artes y Música de Tokio. Después de su graduación, en el año 1994, consiguió un puesto como director de operaciones en la compañía Victor Entertainment (JVC), para que desarrollara un proyecto que le encargaron. Dos años después abandonaría esta compañía y se incorporaría a IMAGINES. A partir del año 1997 este compositor empieza a colaborar con Square Enix.

## Discografía

### Bandas Sonoras de Anime
| Título del Anime                                           | Año de Salida |
| ---------------------------------------------------------- | ------------- |
| Ehrgeiz                                                    | 1997          |
| AWOL - Absent WithOut Leave                                | 1998          |
| One Piece                                                  | 1999          |
| ¡Oh, Mi Diosa! (Película)                                  | 2000          |
| Dinozaurs: La Serie                                        | 2000          |
| Megumi no Daigo                                            | 2000          |
| Final Fantasy: Unlimited                                   | 2001          |
| Kiddy Grade                                                | 2002          |
| Boku no Son Goku                                           | 2003          |
| One Piece: Aventura en Dead End (4ª Película)              | 2003          |
| One Piece: La Maldición de la Espada Sagrada (5ª Película) | 2004          |
| ¡Oh, Mi Diosa!                                             | 2005          |
| ¡Oh, Mi Diosa!: Sorezore no Tsubasa                        | 2006          |
| Ookiku Furikabutte                                         | 2007          |
| Mondaiji-tachi ga Isekai Kara Kuru Sō Des yo?              | 2013          |

### Colaboraciones
- Ha colaborado con Tanaka Kouhei como arreglista en las bandas sonoras de "Violinist of Hamelin" y "Sakura Taisen".
- Ha colaborado con el compositor Nobuo Uematsu en los arreglos de la película "Final Fantasy VII: Advent Children". También se encargó de los arreglos para la música de los videojuegos Final Fantasy VII, VIII, IX, X y XI.
- Se ha encargado de los arreglos del tema de apertura de la serie ¡Oh Mi Diosa! y del tema de cierre de la OVA de Sakura Taisen.
- Hizo los arreglos orquestales del juego "Monster Hunter" para PlayStation 2, lanzado al mercado en el año 2004.